# Марийский народный танец

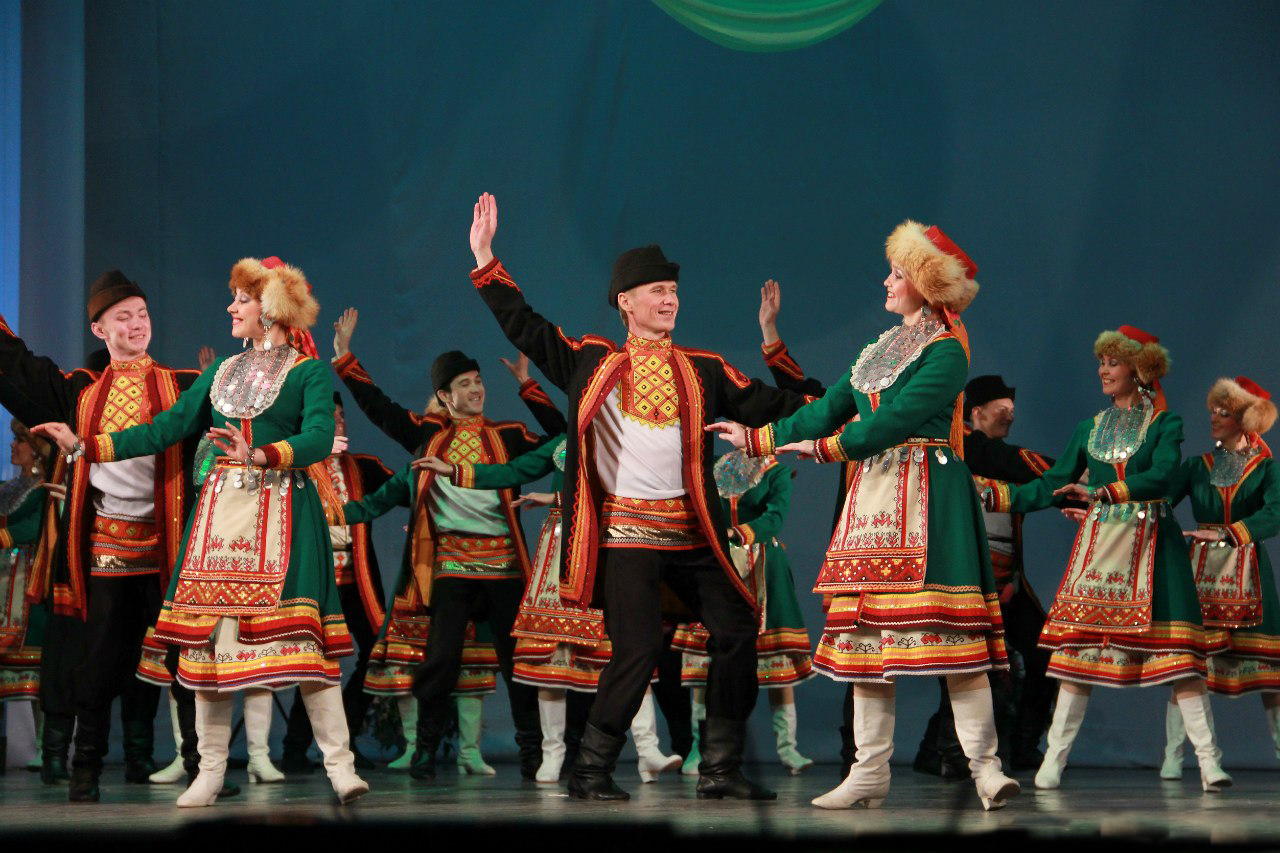
Марийский государственный ансамбль песни и пляски «Марий Эл»

Марийский народный танец (луговомар. Марий калык куштымаш) — марийское народное танцевальное искусство, представленное в виде народного самодеятельного или постановочного сценического танца.
Танцы отличаются ярким национальным колоритом и оригинальностью. Разнообразные по характеру и различные по манере исполнения, они покоряют простотой, лиричностью, искренностью, раскрывая национальную душу, отражая этнопсихологические черты. Для марийского танца характерны плавные движения кистями рук и мягкое покачивание корпусом у женщин, задорные притопы и темпераментные дроби у мужчин.
С давних пор у марийцев существовало своё самобытное танцевальное искусство. Танец является неотъемлемой частью народного быта, обычаев и обрядов, верований. Танцы органично входили в состав обрядовых церемоний: исполнялись ритуальные танцы в свадебных, поминальных обрядах, существовали особые специфические танцы в обрядах календарного цикла. Неизменно сопровождались танцами молодёжные игры и увеселения, праздничные гостевания и пирушки, семейно-бытовые празднества. Сюжеты танцев и игровых увеселений разнообразны, тесно связаны с трудом и обычаями народа и отражают его жизнь. Во время весенних праздников в танцах и играх выражалась надежда на хороший урожай, а осенью после окончания полевых работ — радость по поводу нового хлеба, окончания страды и благодарность богам за их покровительство и щедрость. В древних танцах и играх видно подражание повадкам животных и птиц, в аллегорической форме изображались различные явления природы. Часто в играх и танцах изображалась борьба героя со злыми духами и нечистой силой.
Традиционные марийские танцы ритмичны, сдержанны, плавны, без внешних эффектов, однако полны своеобразной грации и гармонии. Исследователи марийского танца разделяют их на 2 основных класса — обрядовые и бытовые. Среди обрядовых выделяются танцы-шествия и пляски особых персонажей, исполнявшиеся на поминках, свадьбах, обрядовых праздниках. Среди бытовых танцев известность получили танцы восточных марийцев Верёвочка (Кандыра), Двенадцать (Латкокыт), Четвёрка (Нылыт), танцы с пением кругового или линейного построения (мурен куштымаш), танцы-игры Ищу пару (Пар кычалын), Ручеёк (Вюд йоген), Строй-танец кировских марийцев, тип кадрили, танцы в форме перепляса и др.

## Танцы этнических групп
Марийские танцы, имея общую национальную основу, в разных районах проживания марийцев отличаются своеобразием. Выделяют 5 основных этнических групп, отличающихся специфическими особенностями танцевального искусства. Региональные и локальные особенности украшают в целом марийское танцевальное искусство, делая его богаче и интереснее.
Наиболее характерными танцами моркинской группы являются свадебные танцы, среди которых есть и массовые, и групповые, и сольные. Это, например, танцы свата и свахи, групповые танцы юношей-дружек с хлыстами (плётками), отличающиеся большим темпераментом, задором и динамикой, импровизацией. Их обычно танцуют на свадьбах юноши, составляющие свадебный эскорт жениха. В настоящее время не только на свадьбах, но и на праздниках танцуют с разнообразными движениями и дробями в особой стремительной манере.
Для сернурско-торъяльской группы характерны лирические парные танцы (мужчина и женщина), напоминающие любовные танцы птиц. Они отличаются плавностью линий, необычайно мягкими движениями рук, покачиванием корпуса и чуть слышным пристукиванием ног. Одно из основных движений — нушкын, боковое продвижение с лёгким «перебиранием» ног. Старинные танцы этих этнических групп обычно исполняются под аккомпанемент волынки и барабана.
Йошкар-олинская группа выделяется преобладанием массовых танцев. Исполнители двигаются по кругу, сопровождая танцы пением частушек или мелодий без текста на возгласах ой, ойра и т. п. Танцы этой группы отличаются более быстрым темпом, ритмичностью, большим задором. Распространены и парные танцы под гармошку и барабан. Девушки танцуют с гордо приподнятыми головами, в проходке идут небольшими шагами, с едва заметными волнообразными движениями рук ниже пояса. Основные движения во время проигрыша — дроби, особенно у мужчин, с характерными резкими притопами на концах музыкальных фраз.
На танцах горномарийской группы сказалось влияние русских и чувашских танцев. Особенно это проявляется в мужских плясках с их резкими движениями рук, ног, корпуса, с множеством дробей, присядок и др. разнообразных коленцев. Женский танец очень плавный и лиричный с красивыми движениями («ёлочка», «гармошка», скользящие шаги). Для танцев горных марийцев характерна сдержанность в манере, выразительность, лёгкость. В современный период в Горномарийском крае развивается форма кругового и «сормовского» парного танцев.
Восточная группа отражает влияние танцевальных традиций тюркских народов. Здесь преобладают массовые и групповые танцы. Сложилось много танцев с чётким композиционным построением: Кандыра (Верёвочка), Вич мужыр (Пять пар), Латкокыт (Двенадцать), Ваш миен куштымаш (Строй), Кид совен куштымаш (Хлопки).

## Народный танец в современной культуре
Раз в несколько лет в Йошкар-Оле проводится Межрегиональный фестиваль марийского танца «Тывырдык» имени Тамары Дмитриевой:
- I — 22—24 октября 2020 года
- II — 30 сентября — 1 октября 2022 года